# Есмеральдас
Есмеральдас — прибережне місто на північному заході Еквадору. Знаходиться в однойменному кантоні і є адміністративним центром провінції Есмеральдас. У місті є міжнародний морський порт, що виходить до Тихого океану, і невеликий аеропорт. Є одним з важливих портів країни після Ґуаякіля. Есмеральдас — головний торговий центр у регіоні, через нього вивозяться сільськогосподарські продукти і пиломатеріали.

## Клімат
Місто знаходиться у зоні, котра характеризується кліматом тропічних саван. Найтепліший місяць — квітень із середньою температурою 26.7 °C (80 °F). Найхолодніший місяць — липень, із середньою температурою 25.6 °С (78 °F).
| Клімат Есмеральдаса     | Клімат Есмеральдаса | Клімат Есмеральдаса | Клімат Есмеральдаса | Клімат Есмеральдаса | Клімат Есмеральдаса | Клімат Есмеральдаса | Клімат Есмеральдаса | Клімат Есмеральдаса | Клімат Есмеральдаса | Клімат Есмеральдаса | Клімат Есмеральдаса | Клімат Есмеральдаса | Клімат Есмеральдаса |
| Показник                | Січ.                | Лют.                | Бер.                | Квіт.               | Трав.               | Черв.               | Лип.                | Серп.               | Вер.                | Жовт.               | Лист.               | Груд.               | Рік                 |
| Абсолютний максимум, °C | 35                  | 31                  | 32                  | 36                  | 36                  | 33                  | 36                  | 37                  | 32                  | 33                  | 35                  | 37                  | 37                  |
| Середній максимум, °C   | 27                  | 27                  | 27                  | 28                  | 27                  | 27                  | 27                  | 27                  | 27                  | 27                  | 27                  | 27                  | 27                  |
| Середня температура, °C | 26                  | 26                  | 26                  | 26                  | 26                  | 26                  | 25                  | 25                  | 25                  | 26                  | 26                  | 26                  | 26                  |
| Середній мінімум, °C    | 23                  | 23                  | 23                  | 24                  | 23                  | 23                  | 23                  | 23                  | 23                  | 23                  | 23                  | 23                  | 23                  |
| Абсолютний мінімум, °C  | 16                  | 20                  | 16                  | 17                  | 16                  | 20                  | 16                  | 16                  | 20                  | 20                  | 17                  | 17                  | 16                  |
| Норма опадів, мм        | 80                  | 80                  | 140                 | 70                  | 50                  | 30                  | 20                  | 10                  | 10                  | 10                  | 10                  | 20                  | 540                 |
| ----------------------- | ------------------- | ------------------- | ------------------- | ------------------- | ------------------- | ------------------- | ------------------- | ------------------- | ------------------- | ------------------- | ------------------- | ------------------- | ------------------- |
| Джерело: Weatherbase    |                     |                     |                     |                     |                     |                     |                     |                     |                     |                     |                     |                     |                     |

## Економіка
Міський порт важливий для північної частини Еквадору. В основному перевантажує на експорт деревину, потім — банани та інші сільськогосподарські продукти. Розвинений туризм.

### Сільське господарство і тваринництво
Місцевість дає змогу вирощувати рис, кукурудзу, різні види пальм,  базилік і безліч різних тропічних фруктів. Росте багато цінних порід дерев. Скотарство і рибальство (окунь, тунець) відіграють важливе значення в економіці міста.

### Промисловість
Основними галузями виробництва є обробка деревини, хімічна і нафтова промисловості. В 1987 році видобуток нафти становив уже 90 тис. барелів на день. В 1995 — 110 тисяч.